# (1451) Granö
(1451) Granö – planetoida z pasa głównego asteroid okrążająca Słońce w ciągu 3 lat i 99 dni w średniej odległości 2,2 au. Została odkryta 22 lutego 1938 roku w Obserwatorium Iso-Heikkilä w Turku przez Yrjö Väisälä. Nazwa planetoidy pochodzi od Johannesa Gabriela Granö, fińskiego geografa, podróżnika i kanclerza Uniwersytetu w Turku. Przed nadaniem nazwy planetoida nosiła oznaczenie tymczasowe (1451) 1938 DT.